# La rama dorada
La rama dorada: un estudio sobre magia y religión (en el original en inglés The Golden Bough: A Study in Magic and Religion) es una extensa obra sobre mitología y religión comparada escrita por el antropólogo escocés James George Frazer (1854-1941).
Publicada por primera vez en 1890 en dos volúmenes, tuvo una segunda edición en 1900 en tres volúmenes y una tercera (1907-1915) que aumentó hasta doce, la cual el autor resumió posteriormente en 1922 en uno solo, correspondiente a la versión comúnmente publicada y leída.
Esta obra de gran envergadura examina creencias espirituales, prácticas e instituciones de culturas de todo el mundo y postula una progresión natural de la magia a la religión y a la ciencia. Frazer escribe descripciones detalladas de ritos y ceremonias esotéricas, análisis de motivos recurrentes en el mito e interpretación de la cosmovisión «primitiva». Si bien la teoría de Frazer sobre la progresión evolutiva del pensamiento mágico, religioso y científico ya no es aceptada, su trabajo le permitió sintetizar y comparar una gama más amplia de información sobre prácticas religiosas y mágicas que la que cualquier otro antropólogo haya logrado posteriormente. Este material también ha tenido un profundo impacto en la literatura y el arte modernistas.

## Objetivo de la obra
La rama dorada intenta definir los elementos comunes de las creencias religiosas, que van desde los antiguos sistemas de creencias a religiones relativamente modernas como el cristianismo. Su tesis de trabajo es que las viejas religiones eran cultos de fertilidad que ocurrían alrededor del culto y sacrificio periódico de un rey sagrado. Este rey era la reencarnación de un dios que moría y revivía, una deidad solar que llevaba a cabo un matrimonio místico con la diosa de la Tierra, la cual moría en la cosecha y se reencarnaba en la primavera. Frazer afirmaba que esta leyenda es predominante en casi todas las mitologías mundiales. El germen de la tesis de Frazer era el rey-sacerdote prerromano en el festival de Nemi, el cual era asesinado ritualmente por su sucesor.

Cuando por primera vez puse mi lápiz en el papel para escribir La rama dorada no tenía concebido la magnitud del viaje en el cual me embarcaría; pensaba que solamente tenía que explicar una sola regla de un antiguo sacerdocio italiano.
Prólogo, pág. VI

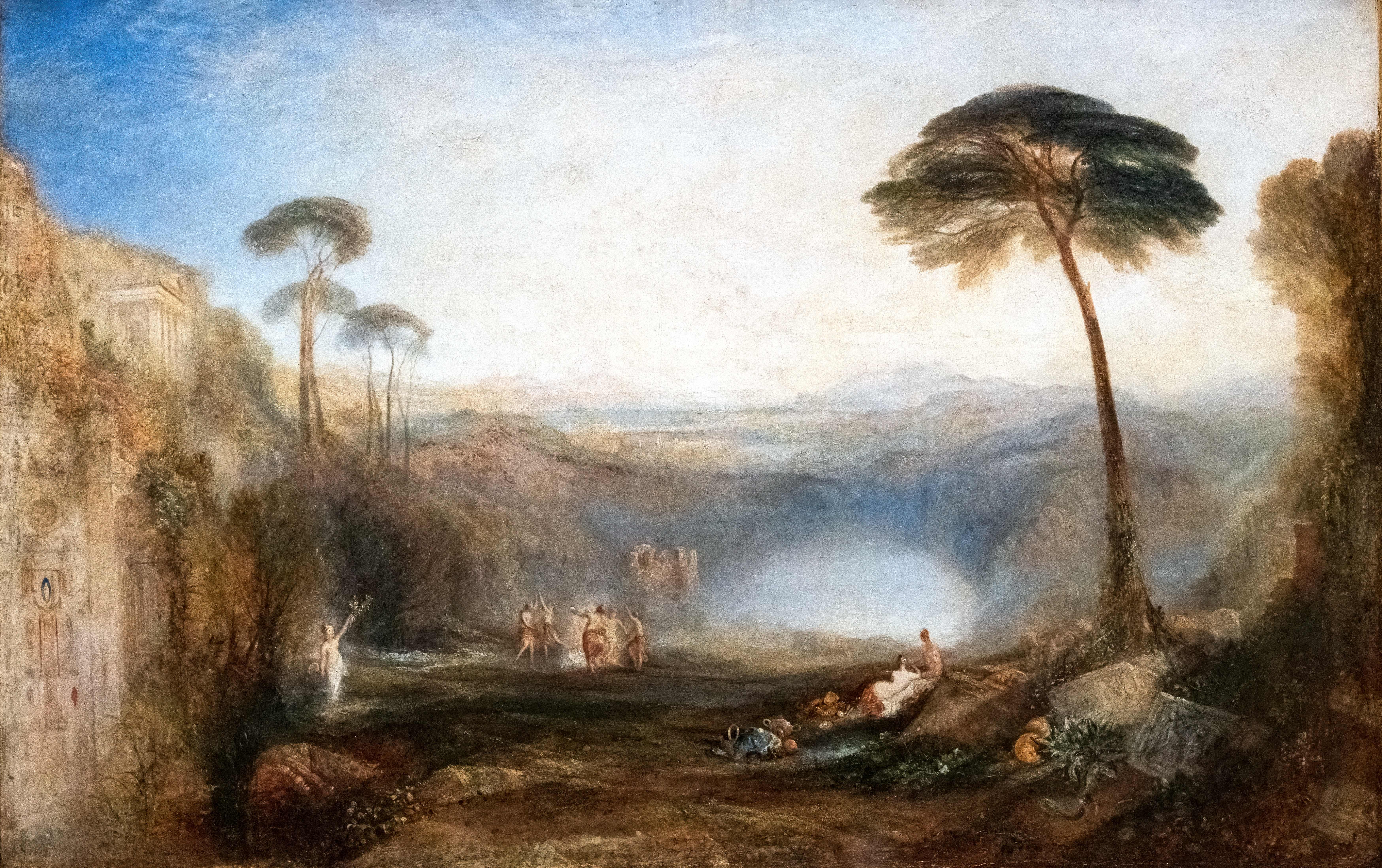
La rama dorada (de la Eneida), pintura de J. M. W. Turner.

A partir de la leyenda anterior, el autor realiza una entretejida investigación de los diferentes aspectos constitutivos del mito, mediante la comparación de los diferentes cultos, leyendas y tradiciones de distintas regiones del mundo en semejanza con el fundamento de la obra.
El título está tomado de una obra del pintor inglés J. M. W. Turner, quien en su obra homónima pinta el lago del bosque de Nemi, al que en la antigüedad se le llamaba «Espejo de Diana»; a su vez el pintor siguió la leyenda de la rama dorada citada por el poeta latino Virgilio en la Eneida. En este poema, Eneas y la Sibila de Cumas presentan la rama dorada a Caronte, el barquero del Hades, para conseguir entrar.
Esta obra influyó enormemente en la mentalidad antropológica de las posteriores décadas, llegando a formar parte de las principales obras de antropología.

## Contenido
Con esta obra, el autor pretende demostrar que todas las religiones primitivas tienen características en común, por lo que la justificación de los principios de determinadas costumbres mágicas o religiosas servirán igualmente para la comprensión del origen y significado de otras formas religiosas análogas.
Uno de los primeros postulados que esta obra pone en claro es la división de las prácticas mágicas, según el principio que trata de seguir la llamada mente salvaje (o selvática); así, la magia, podrá ser empática si trata de que «lo semejante produzca lo semejante» (luego en términos estructuralistas: metafóricos); o contaminante (o de contagio), si sigue el principio de que las cosas que alguna vez estuvieron juntas (en términos estructuralistas: metonímicas), al separarse tienen tal relación mágica que lo que se le haga a una lo sufrirá la otra. Ambas esferas de la magia estarán comprendidas bajo el nombre general de magia simpatética (en el original inglés simpathetic, que textualmente se traduciría ‘simpática’), ya que en las dos el psiquismo humano primitivo (que aún persiste en el Homo sapiens de las sociedades más avanzadas) supone que las cosas interactúan a distancia mediante una relación secreta, una simpatía mutua.
Siguiendo la línea antropológica evolucionista del autor, se declara que todas las culturas del mundo han seguido un proceso semejante en su evolución religiosa, siempre empezando en las actividades mágicas y derivando en religiones bien establecidas, diferenciándose la primera de la segunda en que esta última busca propiciarse el favor de entidades superiores o deidades, mientras que la primera solo busca alcanzar el efecto necesario o «lógico» de la naturaleza. Esto último es producto, según Frazer, de un entendimiento equivocado de las leyes naturales de causa y efecto y de un presupuesto necesario de un medio entre el acto mágico y el efecto, algo «a semejanza del éter de la física moderna» (Frazer 1922, III, 3).

## Influencia en el arte
Para algunos autores, la película Apocalypse Now (1979), de Francis Ford Coppola, tiene como trama secundaria precisamente esta leyenda, reinterpretada en la figura del coronel Kurtz y su némesis, superpuesta a la de El corazón de las tinieblas de Joseph Conrad que inspira la película.
En el anime Eureka Seven (2005), se ve cómo tanto Holland —uno de los protagonistas principales— como su enemigo Dewey leen este libro de forma regular a lo largo de la serie.
En la novela 1Q84 de Haruki Murakami, se hace referencia a la obra de Frazer, y cómo se le dotaba de carácter divino a los monarcas en vida y significado a sus violentas muertes.

## Historia de las publicaciones

### Ediciones
- Primera edición, 2 vols., 1890. (Vol. I, II)
- Segunda edición, 3 vols., 1900. (Vol. I, II, III)
- Tercera edición, 12 vols., 1906-15. 
  - Volumen 1 (1906): The Magic Art and the Evolution of Kings (Parte 1) 1920 (reimpreso)
  - Volumen 2 (1911): The Magic Art and the Evolution of Kings (Parte 2)
  - Volumen 3 (1911): Taboo and the Perils of the Soul
  - Volumen 4 (1911): The Dying God
  - Volumen 5 (1914): Adonis, Attis, Osiris (Parte 1)
  - Volumen 6 (1914): Adonis, Attis, Osiris (Parte 2)
  - Volumen 7 (1912): Spirits of the Corn and of the Wild (Parte 1)
  - Volumen 8 (1912): Spirits of the Corn and of the Wild (Parte 2)
  - Volumen 9 (1913): The Scapegoat
  - Volumen 10 (1913): Balder the Beautiful (Parte 1)
  - Volumen 11 (1913): Balder the Beautiful (Parte 2)
  - Volumen 12 (1915): Bibliografía e índice general
  - Toda la tercera edición en pdf

### Suplemento
- Edición de 1937: Aftermath: A Supplement to the Golden Bough

### Ediciones abreviadas
- Edición abreviada, 1 vol., 1922. Esta edición excluye las referencias de Frazer al cristianismo.
  - Edición Touchstone de 1995, ISBN 0-684-82630-5
  - Reimpresión de Dover de 2002 de la edición de 1922, ISBN 0-486-42492-8
- Edición abreviada, editado por Theodor H. Gaster, 1959, titulado The New Golden Bough: A New Abridgment of the Classic Work.
- Edición abreviada, editado por Mary Douglas y resumido por Sabine G. MacCormack, 1978, titulado The Illustrated Golden Bough. ISBN 0-385-14515-2
- Edición abreviada, editado por Robert Fraser para Oxford University Press, 1994. Restaura el material sobre el cristianismo purgado en el primer resumen. ISBN 0-19-282934-3

### Texto en línea
- La edición de 1922 de The Golden Bough como pdf descargable y de búsqueda.
- La edición de 1922 de The Golden Bough en Internet Sacred Text Archive.

## Edición en castellano
- Frazer, James George (2011). La rama dorada. Magia y religión. Edición abreviada en un solo volumen a partir de la tercera edición original en doce volúmenes. México: Fondo de Cultura Económica. ISBN 9786071606464.